# Jorge De la Serna
Jorge Carlos de la Serna Delgado (Aguascalientes, 16 de junio de 1999), más conocido como el "Guly", es un baloncestista profesional mexicano que juega actualmente en las Panteras de Aguascalientes de la LNBP y se desempeña en las posiciones de Alero y Ala-Pívot.

## Trayectoria deportiva

### Selección Estatal Juvenil Aguascalientes
En 2014 consigue la medalla de bronce con la selección Sub-15 que participó en la Olimpiada Nacional realizada en la ciudad de Xalapa, Veracruz.
En 2015 se proclama Campeón con la selección Sub-16 que participó en la Olimpiada Nacional realizada en la ciudad de Monterrey, Nuevo León.

### Selección nacional Juvenil México
En 2014 es convocado al representativo nacional que se proclamó Campeón en el Centrobasket Sub-15 realizado en la ciudad de Panamá en Panamá en donde vencen en la final a Puerto Rico por un marcador de 61-58.
En 2015 es convocado para la preselección Sub-16 junto con 3 compañeros de la selección de Aguascalientes que consiguió el título de la Olimpiada Nacional 2015, para después ser convocado al representativo nacional que jugaría el Campeonato FIBA Américas Sub-16 realizado en la ciudad de Bahía Blanca en Argentina.

### Academia CONADE
En 2016 es llamado junto a Myron Clarence Molina Bean, compañero de selección de Aguascalientes, a formar parte de la Academia CONADE, un esfuerzo del máximo organismo rector del deporte en México, en coordinación con el personal de la Selección Mexicana, incluido Ramón Díaz como presidente del proyecto, que nace con la idea de dar un seguimiento y preparación a los mejores prospectos del país, en busca de que en años futuros nutran la selección mayor.
En mayo de 2017 recibe la invitación para participar en el "Adidas Global Nations" representando al Adidas Nations- Latin America Team del 3 al 7 de agosto en la ciudad de Houston, Texas en los Estados Unidos.

### Preselección Nacional México
En julio de 2017 recibe junto a su amigo Myron Molina, la convocatoria a la preselección nacional de basquetbol mayor que estaría trabajando en proceso rumbo al AmeriCup 2017 al lado del entrenador Sergio Valdeolmillos.

### ABE (Asociación de Basquetbol Estudiantil)
Es becado por la Universidad de las Américas de Puebla (UDLAP) en 2018 donde se reencuentra con Moisés Andriassi, compañero en los procesos de selección juvenil de México.
En su debut en la Liga ABE, Jorge anota 13 puntos en la victoria de los Aztecas sobre las Águilas de la Universidad Popular Autónoma del Estado de Puebla (UPAEP).
Esa misma temporada, Aztecas llega a los Ocho Grandes 2019, donde obtienen el tercer lugar al vencer en tiempo extra a los Borregos Salvajes del ITESM Campus Guadalajara por marcador de 93-89, Jorge agregó 17 puntos y 9 rebotes.
Para la temporada 2019-20 se cancela los Ocho Grandes 2020 debido a la Pandemia de COVID-19 y los siguientes años, Aztecas no participa por temas extracancha.
Al no tener actividad presencial con los Aztecas, Jorge participa en el Nacional ADEMEBA 3x3 U23 2021 en la Ciudad de México junto a Myron Molina y Alfredo Pontón, compañeros de selección juvenil Aguascalientes, siendo ganadores de dicho torneo para representar a México en los primeros Juegos Panamericanos Júnior disputados en la ciudad de Cali en Colombia del 2 al 5 de diciembre. 
En 2022, Aztecas regresa a la Liga ABE y Jorge se afianza como el pilar del equipo y como uno de los líderes de la Liga ABE 2022-23 al terminar como el tercer máximo anotador con un promedio de 19.85 puntos y siendo el segundo mejor reboteador con 10.15 rebotes por partido.

### CIBACOPA (Circuito de Baloncesto de la Costa del Pacífico)
Debuta en 2023 como profesional con los Astros de Jalisco en donde se proclama campeón del CIBACOPA 2023. Vuelve a coincidir con Moisés Andriassi, compañero suyo en selección juvenil de México y en Aztecas.
El 28 de febrero de 2024 anuncian su regreso a los Astros. Es convocado para el Juego de Estrellas CIBACOPA 2024 disputado en la ciudad de Obregón, Sonora, además participó en el concurso de clavadas.

### LNBP (Liga Nacional de Baloncesto Profesional de México)
En ese mismo 2023 es contratado por el equipo Panteras de Aguascalientes donde cumple uno de sus sueños, jugar en el equipo de su ciudad natal y donde su padre también fue jugador.
En agosto de 2024, durante su segunda temporada con Panteras sufre una fractura en falange distal del tercer dedo de su mano derecha durante su rutina personal de pesas en el Gimnasio por lo que es dado de baja indefinida para poder recuperarse. El 5 de septiembre regresa a las duelas en la visita a los Santos del Potosí.

### NBA G League
El 19 de febrero de 2024, los Capitanes de Ciudad de México anuncian la incorporación del "Guly" en su roster para 3 partidos.
Hace su debut el 22 de febrero de 2024 en la visita a los Long Island Nets en donde participó poco más de 2 minutos, un lapso breve pero sin duda significativo para su carrera. El encuentro finalizó 115-122 a favor de los neoyorquinos.

### Selección nacional México
El 18 de noviembre de 2024, recibe su primer llamado a la Selección de baloncesto de México para encarar la segunda ventana del Clasificatorio a la FIBA AmeriCup de 2025.
Debuta el 21 de noviembre de 2024 al ingresar a la cancha a falta de 01:16 para terminar el 2° cuarto. Termina el partido con 2 puntos conseguidos por tiros libres.

### LBE (Liga de Básquetbol Estatal de Chihuahua)
El 10 de enero de 2025 es anunciado como parte del equipo de Indomables de Ciudad Juárez con lo cual hace su debut en esta liga.

## Distinciones
En agosto de 2023, Jorge recibió el premio como El Gigante del Deporte en el marco del Premio Estatal de la Juventud, máximo galardón que entrega la Gobernadora Tere Jiménez a los jóvenes en diferentes ámbitos a través del IAJU (Instituto Aguascalentense de la Juventud).